# Hermann Gundert (Missionar)

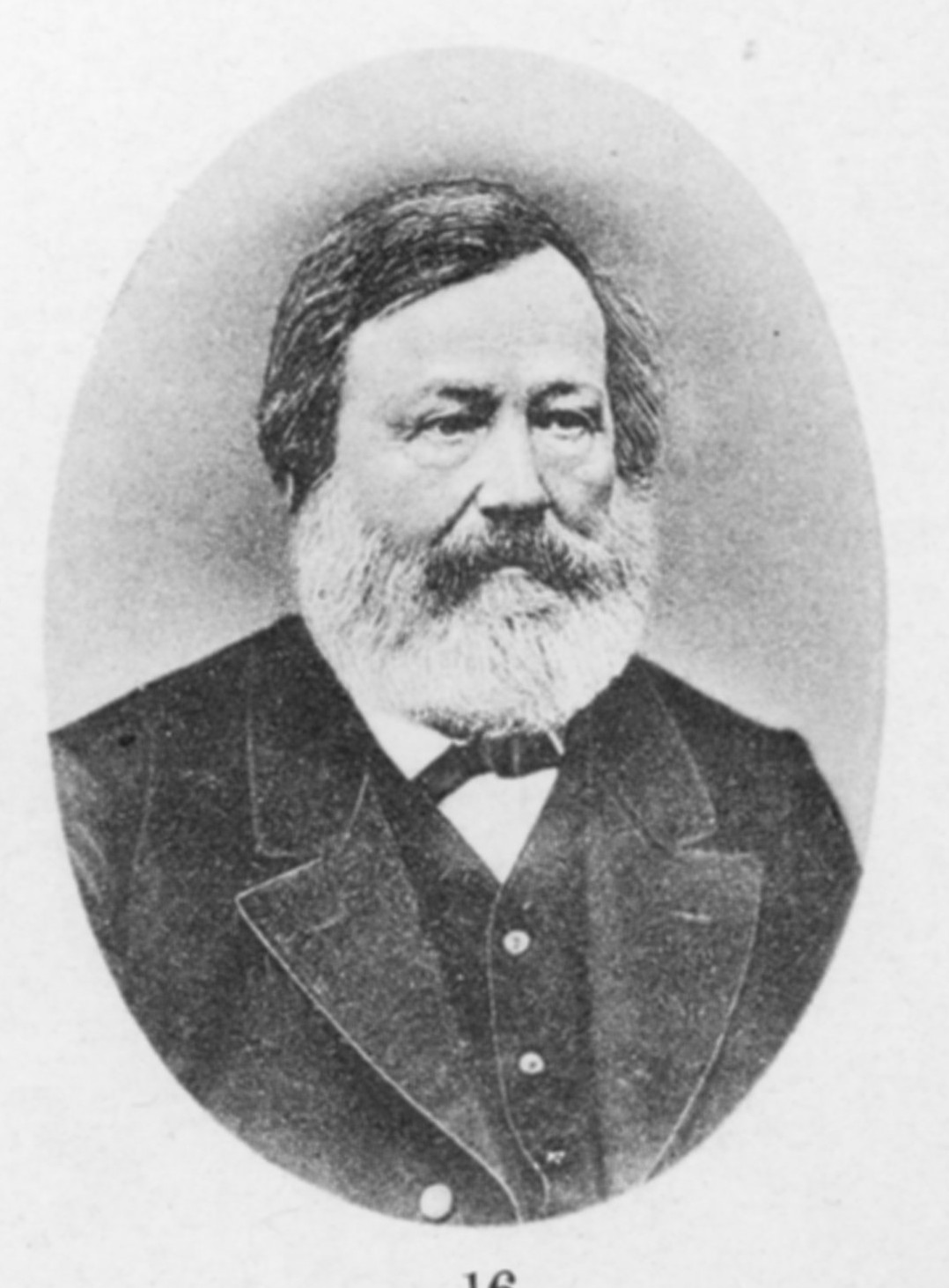
Hermann Gundert

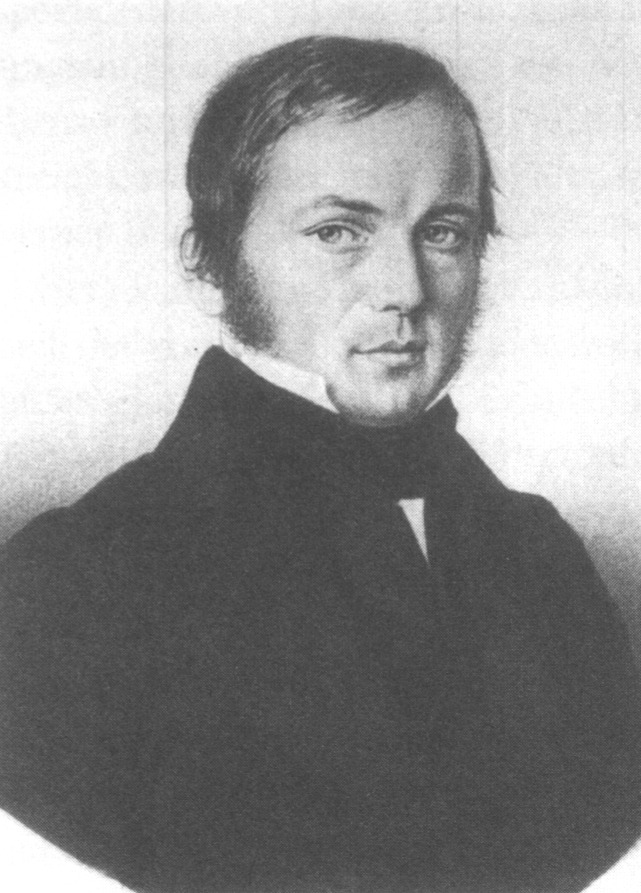
Hermann Gundert (1832)

Hermann Gundert (* 4. Februar 1814 in Stuttgart; † 25. April 1893 in Calw) war ein deutscher Missionar, Sprachwissenschaftler, Indologe, Lehrer, Schriftsteller und Verleger. Er erwarb sich große Verdienste um die Erforschung der südindischen Sprache Malayalam und um die Erschließung der Geschichte und Geographie Malabars (heute Kerala), ebenso um die Einführung des modernen Schulwesens, das schließlich zum Neu-Malayalam führte. Er schrieb die erste Grammatik des Malayalam und ein Wörterbuch, „A Malayalam and English Dictionary“; zudem übersetzte er die Bibel ins Malayalam und wird daher auch als „Luther Keralas“ bezeichnet. Hermann Gundert war der Großvater des Dichters und Schriftstellers Hermann Hesse und des Missionars und Ostasienwissenschaftlers Wilhelm Gundert. 

## Leben
Hermann Gundert besuchte ab 1819 die Stuttgarter Lateinschule und wechselte am 18. Oktober 1827 auf das Seminar in Maulbronn über. 1831 nahm er das Studium der evangelischen Theologie an der Universität Tübingen auf, wo er im Evangelischen Stift lebte und studierte. Dort war er unter anderem Schüler von David Friedrich Strauß. Ebenfalls noch 1831 wurde er Mitglied der Burschenschaft der Patrioten, aus der er später jedoch wieder austrat. Während seines Studiums hatte er auch Kontakt mit Ludwig Uhland. 1835 wurde er zum Dr. phil. promoviert und bestand sein Erstes Theologisches Examen.
Im Oktober 1835 reiste Gundert zunächst nach London. Nach einem halben Jahr in Großbritannien brach er am 1. April 1836 vom Hafen in Milford Haven nach Indien auf, wo er am 8. Juli in Madras (heute Chennai) ankam. Dort nahm er zunächst eine Stelle als Hauslehrer an, begab sich jedoch nach kurzer Zeit schon auf eine erste Missionsreise an die Ostküste Indiens, die sich bis 1837 hinzog. Am 23. Juli 1838 heiratete Gundert in Chittoor Julie Dubois, eine Missionsschwester aus Corcelles in der französischsprachigen Schweiz, die in seinem weiteren Leben eine wichtige Rolle spielte. Anschließend schloss er sich der Basler Mission an und begab sich mit seiner Frau 1839 nach Thalassery an der indischen Westküste, wo er eine Missionsstation und Malayalam-Schule gründete. Am 19. April 1840 nahm er seine erste Taufe in Thalassery vor, am 23. August 1840 folgte seine erste Taufe in Anjarakandy. In Indien war Gundert als Lehrer, Missionar, Sprachwissenschaftler und Schriftsteller tätig. Bereits bald nach seiner Ankunft in Thalassery stellte er weite Teile seiner Grammatik der südindischen Malayalam-Sprache fertig. Die folgenden Jahre waren von zahlreichen Umzügen und längeren Reisen durch Indien geprägt.
Das erste Kind des Ehepaars Gundert, der Sohn Hermann, wurde am 18. April 1839 geboren. Es folgten der Sohn Samuel (* 4. August 1840), der Sohn Ludwig Friedrich (* 14. September 1841; † 7. Januar 1844), die Tochter Marie (* 18. Oktober 1842), die Tochter Christiane (* 26. Dezember 1844; † 5. März 1848), ein weiterer Sohn namen Ludwig Friedrich (* 7. März 1847), der Sohn Paul (* 29. Januar 1849; † 22. Februar 1871) und der Sohn David (* 9. Oktober 1850). Die Gunderts hielten sich insgesamt 20 Jahre in Indien auf, unterbrochen nur durch einen Heimaturlaub von November 1845 bis Februar 1847, in dem die Tochter Marie auf die Basler Missionsschule gebracht wurde, wo sie bis zu ihrer Rückkehr nach Südindien 1858 blieb. Hermann Gunderts ältester Sohn Hermann wanderte später, im Mai 1862, in die Vereinigten Staaten aus; der zweite Sohn Samuel ging im August 1863 als Missionar nach Indien. Auch die Tochter Marie hielt sich nach ihrer Heirat mit Charles Isenberg († 19. Februar 1870) einige Jahre in Indien auf. Nach ihrer Rückkehr nach Deutschland lernte sie in Calw den Missionar Johannes Hesse kennen, den sie am 22. November 1874 heiratete und mit dem sie vier Kinder hatte, darunter den Schriftsteller Hermann Hesse.
Als erster Schulinspektor für Malabar und Kanara beeinflusste Gundert den Aufbau des modernen Schulsystems von der Grundschule bis hin zur universitären Ausbildung in einem Gebiet, das sich etwa 600 km von Kozhikode im Süden über Mangaluru bis Hubballi im Norden erstreckte und von Thalassery etwa 100 km ins Landesinnere bis nach Manantavadi in den Wynad-Bergen reichte. Seine wichtigsten Werke dieser Zeit sind das Wörterbuch – das erst 1867 nach seiner Rückkehr nach Deutschland fertiggestellt wurde –, die erste systematische Grammatik der Malayalam-Sprache sowie die Übersetzung der Bibel in diese Sprache. Auch darüber hinaus beschäftigte er sich intensiv mit der lokalen Kultur, schrieb Schulbücher sowie eine Schulgrammatik und brachte 1847 im Städtchen Thalassery (Tellicherry) die erste Zeitung in der lokalen Sprache heraus. Er übersetzte Werke aus dem Sanskrit ins Malayalam, darunter eine buddhistische Streitschrift aus dem ersten nachchristlichen Jahrhundert gegen das Kastensystem. Daneben entstanden ab 1840 Bibeltraktate. Seine Frau Julie gründete die ersten „Mädchen-Institute“ (Mädchenschulen mit Heim) in Mangaluru, in Thalassery und in Chirakkal bei Kannur. Aus diesen Schulen gingen gut ausgebildete und im evangelischen Glauben unterwiesene Frauen hervor, die zu großen Stützen der neuen Gemeinden wurden.
Schon früh wurden die Tätigkeiten Gunderts durch Krankheiten erschwert. Von Juni 1849 bis Mai 1852 litt er an einer langwierigen Bronchialerkrankung (seine „stumme Zeit“). Dennoch wurde er 1853 von der Basler Mission zum Generalsekretär für die indische Mission ernannt. Am 6. April 1857 berief ihn die englische Regierung zum Schulinspektor der Provinzen Malabar und Kanara. Doch im Februar 1859 musste Gundert aufgrund seiner wiederholten Krankheiten diese Tätigkeit aufgeben und machte sich am 12. April in Kozhikode auf die Rückreise nach Europa. Am 20. Mai kam er in Basel an, von wo er im April 1860 nach Calw übersiedelte. Dort wurde er zunächst Mitarbeiter im Calwer Verlag und ab November 1862 dessen Leiter. Von namhaften Autoren edierte Gundert einschlägige historische Werke und Kommentare zum Alten und Neuen Testament oder verfasste sie selbst. Jahrelang publizierte er gleichzeitig fünf Zeitschriften und schrieb dafür selbst hunderte Artikel, ohne – in der Regel – seine Autorenschaft preiszugeben. Bei Vorträgen im ganzen Land und auf internationalen Missionskonferenzen brachte er sein umfassendes Wissen ein und belebte die weltweite Diskussion zur Verständigung zwischen den Völkern und Religionen. An seiner letzten Sitzung im Calwer Verlagsverein nahm Hermann Gundert am 11. Januar 1893 teil, am 25. April desselben Jahres starb er. Seine Frau Julie war bereits am 18. September 1885 verstorben.

## Nachleben

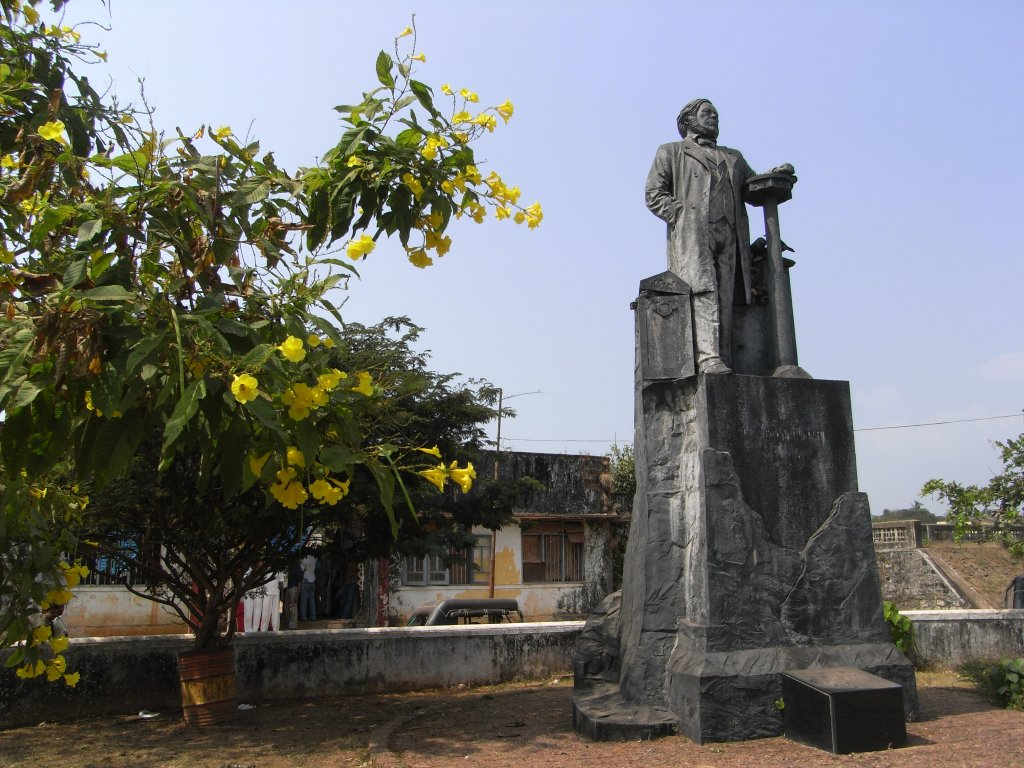
Thalassery

Kerala ist heute das Bundesland Indiens mit der höchsten Alphabetisierungsrate. Gundert brachte nicht nur eine solide klassische Bildung, sondern auch seine Erfahrung, die er in anderen Teilen Südindiens gemacht hatte, mit. Für seine Verdienste wird Gundert in Kerala heute noch verehrt; eine Straße in Thalassery trägt seinen Namen und ein fünf Meter hohes Denkmal ist ihm gewidmet. Die neue Universitätsbibliothek in Kannur, die größte Bibliothek in Südindien, wurde 2014 nach ihm benannt. Eine Statue von ihm soll das Eingangsportal zieren.
Zunehmend erfährt Gundert aber auch in Deutschland Anerkennung. Anlässlich seines hundertsten Todesjahres fanden 1993 Seminare in Calw und die Hermann-Gundert-Konferenz in Stuttgart unter großer indischer Beteiligung statt. Die Malayalam-Forschung sowie der Bekanntheitsgrad Gunderts erfuhren dadurch in Indien und Europa neuen Auftrieb.
Anlässlich des 200. Geburtstags von Gundert erklärte die Hermann-Hesse-Stadt Calw das Jahr 2014 zum Gundert-Jahr. Verschiedene Einrichtungen in der Stadt veranstalteten in Zusammenarbeit mit der Hermann-Gundert-Gesellschaft Feiern, Vorträge, Ausstellungen, Schulprogramme, Seminare und einen Gundert-Familientag. Am 9. Oktober 2015 wurde – in Zusammenarbeit mit der Thunchath Ezhuthachan University Tirur in Kerala – an der Universität Tübingen ein Gundert-Lehrstuhl eingerichtet: In jedem Semester wird ein indischer Gastdozent aus Kerala Kurse sowohl in der Malayalam-Sprache als auch über die Literatur, Geschichte und Kultur Keralas abhalten.
Durch Gunderts Enkel Hermann Hesse (1877–1962) lebt die Tradition der Familie zu einem guten Teil in der Literatur weiter – sowohl im Deutschen als auch in vielen Sprachen der Welt, in denen Hesses Werke übersetzt vorliegen. Von seinem Großvater hatte Hesse die Begeisterung fürs Mystische und die indische Kultur. So konnte er Bücher wie Siddhartha schreiben, obwohl er selbst nur einmal Indien besuchte und davon eher enttäuscht war. Als Informant in Sachen asiatische Religionen diente Hesse neben Richard Wilhelm auch Wilhelm Gundert, ein weiterer Enkel Hermann Gunderts, der zunächst Missionar in Japan und dann Japanologe wurde.
Die enge Bindung an den Großvater zeigte sich auch im Verständnis, das Gundert seinem Enkel entgegenbrachte, als dieser das Seminar in Maulbronn verließ. Später widmete Hesse seinem Großvater literarische Denkmäler: In seinen Schriften Großväterliches und Kindheit des Zauberers wird Gundert direkt beschrieben; in Siddhartha lebt er als Fährmann „Vasudeva“ sowie im Glasperlenspiel als „Musikmeister“ dichterisch weiter.
Die Hermann-Gundert-Gesellschaft als gemeinnütziger Verein setzt das geistige Erbe Gunderts fort und dient der Pflege des interkulturellen Dialogs. Hierfür sind die Tätigkeiten in fünf Schwerpunkte gegliedert: Austausch, Ausbildung, Wissenschaft, Kunst und Reise.
Hermann Gunderts Nachlass wird von der Universitätsbibliothek Tübingen verwaltet und ist mittlerweile vollständig digitalisiert. Er enthält neben Grammatiken und Fibeln sowie religiösen Texten auch literarische Werke, so etwa den ersten auf Malayalam erschienenen Roman. Ebenso umfasst er Werke auf unterschiedlichen Medien, von Palmblattmanuskripten bis hin zu gedruckten und lithographierten Büchern. Ein Großteil der Werke ist in den Sprachen Malayalam, Kannada, Tulu, Tamil, Telugu und Sanskrit verfasst. Ein Teil des Nachlasses besteht darüber hinaus aus Texten und Notizbüchern, die Hermann Gundert und seine Missionarskollegen in unterschiedlichen Sprachen verfasst haben.